# Caribachlamys ornata
Caribachlamys ornata är en musselart som först beskrevs av Jean-Baptiste Lamarck 1819.  Caribachlamys ornata ingår i släktet Caribachlamys och familjen kammusslor. Inga underarter finns listade i Catalogue of Life.